# レイナ・ハーデスティ
レイナ・ハーデスティ（Reina Hardesty、1996年1月4日生）は、カリフォルニア州オレンジ郡出身のアメリカの女優、撮影監督。

## 略歴
レイナ・ハーデスティは日系人の母親、井隼眞奈子とアメリカ人のグレッグ・ハーデスティの娘としてカリフォルニア州オレンジ郡で生まれた。2015年のテレビドラマ『Yes, Doctor...?』の1エピソードに出演して女優としてデビューした。2015年から2016年にかけて3本の短編映画の撮影監督をつとめ、そのうちの2本には出演もした。2017年から2018年にかけて、Netflixオリジナルの『グリーンハウス・アカデミー』にアスペン・フェアチャイルド役で計14話出演し、テレビドラマ『STARTUP スタートアップ』にステラ・ナムラ役で計15話出演した。
ビデオゲーム『Far Cry New Dawn』では声の出演をした。ハーデスティはテレビドラマ『THE FLASH/フラッシュ』と『レジェンド・オブ・トゥモロー』、『クライシス・オン・インフィニット・アース』にスーパーヴィランのウェザー・ウィッチ役で出演した。

## フィルモグラフィー（抜粋）

### 出演
- 2015年：Yes, Doctor…? (テレビドラマ、1エピソード)
- 2015年：Hai's Retirement (短編映画)
- 2015年：A Dish Best Served (短編映画)
- 2016年：Bluffside Drive (テレビドラマ)
- 2016年：Astrid Clover (テレビドラマ、1エピソード)
- 2016年：Coming Out (短編映画)
- 2017年：LAid (Fernsehfilm)
- 2017–2018年：グリーンハウス・アカデミー (テレビドラマ、14エピソード)
- 2017–2018年：STARTUP スタートアップ（英語版） (テレビドラマ、15エピソード)
- 2018年：タイムレス (テレビドラマ、1エピソード)
- 2018年：The Honor List
- 2018–2019年：THE FLASH/フラッシュ (テレビドラマ、3エピソード)
- 2019年：Wild Boar
- 2020年：レジェンド・オブ・トゥモロー (テレビドラマ、1エピソード)
- 2020年：オール・ライズ 判事ローラ・カーマイケル（英語版） (テレビドラマ、1エピソード)
- 2020年：Brockmire (テレビドラマ、6エピソード)
- 2020年：Oh、Sorry (短編映画)
- 2022年：What Comes Around (スリラー映画)
- 2023年：The Secret Art of Human Flight
- 2024年：It's What's Inside (映画)
- 2025年：バタフライ (テレビドラマ、6エピソード)

### 撮影監督
- 2015年：A Dish Best Served (短編映画) (編集も担当)
- 2016年：Inspired (短編映画)
- 2016年：Coming Out (短編映画)

## 声優
- 2019年：Far Cry New Dawn (ビデオゲーム)